# Vroege Xiajiadiancultuur
De Vroege Xiajiadiancultuur (vereenvoudigd Chinees: 夏家店下层文化; traditioneel Chinees: 夏家店下層文化; Hanyu pinyin: Xiàjiādiàn xiàcéng wénhuà; 2.200-1.600 v.Chr.) is een archeologische cultuur van de vroege bronstijd in Noordoost-China, voornamelijk gevonden in het zuidoosten van Binnen-Mongolië, Noord-Hebei en West-Liaoning. De economie was gebaseerd op gierstlandbouw aangevuld met veeteelt en jacht. Archeologische plaatsen leverden overblijfselen van varkens, honden, schapen en runderen. De cultuur bouwde permanente nederzettingen en bereikte relatief hoge bevolkingsdichtheden. De bevolkingsniveaus die werden bereikt door de Vroege Xiajiadiancultuur in de regio Chifeng zou niet worden geëvenaard tot de Liao-dynastie. De cultuur werd voorafgegaan door de Hongshancultuur met de Xiaoheyancultuur als overgang. De typesite wordt vertegenwoordigd door de onderste laag bij Xiajiadian in Chifeng, Binnen-Mongolië.
Het westelijke stroomgebied van de Liao was een contactzone tussen noordelijke steppe-stammen en de landbouwers van de centrale vlakte. De vorming van de Xiajiadian-populatie was waarschijnlijk een complex proces beïnvloed door een mengsel van etnisch verschillende mensen. Archeologisch en DNA-bewijs toont dat mensen van de Vroege Xiajiadiancultuur naar het zuiden trokken en bijdroegen aan de bevolking van de centrale vlakte van de bronsijd.
Op sites van de Vroege Xiajiadiancultuur werden artefacten van steen, bot en aardewerk gevonden, alsook van goud, lood, lakwerk, jade, koper en brons. De meest gevonden koperen en bronzen artefacten zijn oorbellen.
De mensen van de Vroege Xiajiadiancultuur gebruikten orakelbotten. Deze werden geprepareerd door de botten te boren en te polijsten voordat ze verwarmd werden. Op de botten worden in het algemeen geen inscripties gevonden.
Men had een goede toegang tot lokale bronnen voor steen, voornamelijk basalt, dat vaak werd gebruikt bij de bouw en het maken van gereedschappen. De huizen waren meestal rond, gemaakt van modder en steen, en met stenen muren. De nederzettingen werden gebouwd bij kliffen of steile hellingen ter bescherming. De vlakke delen van de omtrek werden soms beschermd door stenen muren. De muren waren niet dik, en bestonden evenals de wachttorens uit een gestampte aarden kern tussen twee zijden van stenen muren.
Er zijn verschillende opvattingen over de oorsprong van de mensen in het noordelijke deel van de Vroege Xiajiadiancultuur. Een mening is dat ze misschien verwant waren aan de Sushen, die de Shang en Zhou als niet-Chinese bevolking in het noordoosten vermelden. Een ander standpunt is dat het noordelijke stamverbanden waren, zoals de Shanrong, Guzhu, Guifang en Tufang.